# Hypercompe uncia
Hypercompe uncia là một loài bướm đêm thuộc phân họ Arctiinae, họ Erebidae.